# Riharja vas
Riharja vas (nemško Reichersdorf) je naselje v Občini Žrelec v Okraju Celovec-dežela na Koroškem v Avstriji.